# Hamilton Bulldogs (AHL)
Die Hamilton Bulldogs waren eine Eishockeymannschaft in der American Hockey League. Sie spielten von 1996 bis 2015 in Hamilton, Ontario, Kanada im FirstOntario Centre.

## Geschichte
Die Hamilton Bulldogs wurden 1996 als Nachfolger der Cape Breton Oilers gegründet und fungierten zu dieser Zeit als Farmteam der Edmonton Oilers. Diese planten im Jahre 2002, das Team nach Toronto zu verlegen, woraufhin eine lokale Investorengruppe die Citadelles de Québec von den Montréal Canadiens erwarb. In der Folge fusionierten die Bulldogs mit den Citadelles, spielten allerdings weiterhin in Hamilton, behielten ihren Namen und waren nun als Farmteam von Edmonton Oilers und Montréal Canadiens zugleich aktiv. Erst ein Jahr später verlegten die Oilers ihr Farmteam offiziell nach Toronto und formierten die Toronto Roadrunners, während die Bulldogs weiter in Hamilton spielten und nun ausschließlich mit den Canadiens kooperierten.

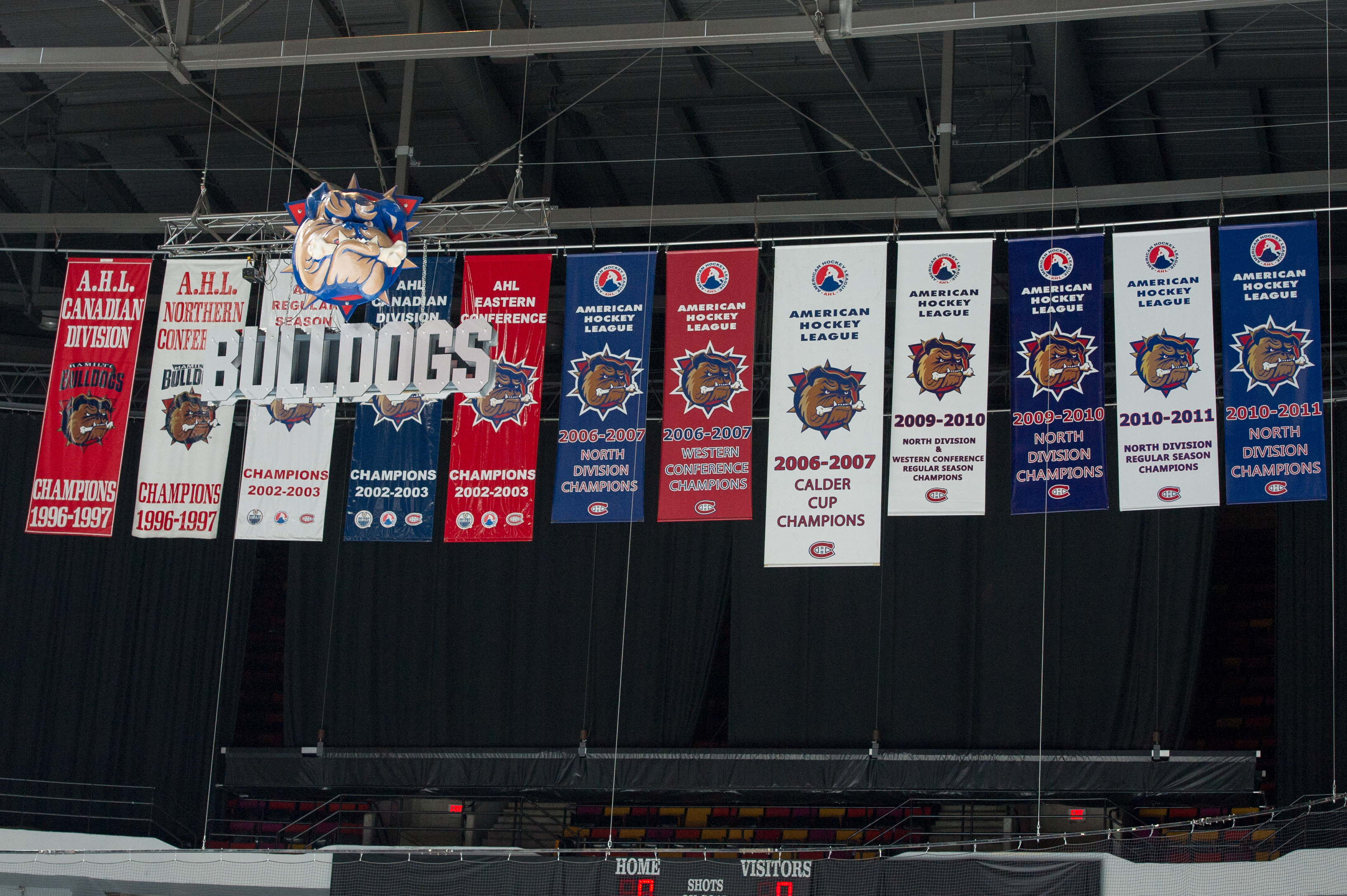
Meisterschaftsbanner der Bulldogs

Bereits in ihrem ersten Jahr wurden die Bulldogs beste Vorrundenmannschaft und erreichten auch das Finale um den Calder Cup. In den folgenden Jahren schied man immer früher in den Play-offs aus und verpasste sie 2005/06 gänzlich. In der Saison 2006/07 konnte der größte Erfolg der Franchise-Geschichte gefeiert werden, der Gewinn des Calder Cup. Die Mannschaft um Corey Locke, Dan Jancevski und Carey Price (der MVP der Play-offs wurde) schlug den Vorjahressieger, die Hershey Bears, mit 4:1 in der Finalrunde.
Im Jahr 2015 verkaufte Michael Andlauer seine 2004 erworbene Mehrheit an den Bulldogs an die Canadiens, die daraufhin bekanntgaben, das Franchise nach St. John’s in die Provinz Neufundland und Labrador umzusiedeln. Dort übernahmen sie im Rahmen einer größeren Umstrukturierung der AHL die Identität der von 2011 bis 2015 dort ansässigen St. John’s IceCaps und formierten unter gleichem Namen eine neue Mannschaft. Zudem kaufte Michael Andlauer die Belleville Bulls aus der Ontario Hockey League und siedelte sich nach Hamilton um, wo sie mit Beginn der Saison 2015/16 wieder als Hamilton Bulldogs firmieren.

## Vereinsrekorde

### Karriere
|                           | Name           | Anzahl                     |
| ------------------------- | -------------- | -------------------------- |
| Meiste Spiele             | Alex Henry     | 486 (1999–2002, 2009–2012) |
| Meiste Tore               | Corey Locke    | 85                         |
| Meiste Vorlagen           | Corey Locke    | 144                        |
| Meiste Punkte             | Corey Locke    | 229                        |
| Meiste Strafminuten       | Dennis Bonvie  | 817                        |
| Meiste Siege als Torhüter | Yann Danis     | 81                         |
| Meiste Shutouts           | Jaroslav Halák | 11                         |

### Saison
|                                   | Name             | Anzahl                     | Saison  |
| --------------------------------- | ---------------- | -------------------------- | ------- |
| Meiste Tore                       | Paul Healey      | 39                         | 1999/00 |
| Meiste Vorlagen                   | Daniel Cleary    | 52                         | 2001/02 |
| Meiste Punkte                     | David Desharnais | 78 (27 Tore + 51 Vorlagen) | 2009/10 |
| Meiste Strafminuten               | Dennis Bonvie    | 522                        | 1996/97 |
| Meiste Playoff-Siege als Torhüter | Carey Price      | 15                         | 2006/07 |

### Saisonstatistik
Abkürzungen: GP = Spiele, W = Siege, L = Niederlagen, T = Unentschieden, OTL = Niederlagen nach Overtime SOL = Niederlagen nach Shootout, Pts = Punkte, GF = Erzielte Tore, GA = Gegentore, PIM = Strafminuten
| Saison  | GP | W  | L  | T  | OTL | SOL | Pts | GF  | GA  | Platz       | Playoffs           |
| ------- | -- | -- | -- | -- | --- | --- | --- | --- | --- | ----------- | ------------------ |
| 2002/03 | 80 | 49 | 19 | 8  | 4   | —   | 110 | 279 | 191 | 1. Canadian | Finale             |
| 2003/04 | 80 | 41 | 25 | 10 | 4   | —   | 96  | 235 | 191 | 1. North    | 2. Runde           |
| 2004/05 | 80 | 38 | 29 | 6  | 7   | —   | 89  | 225 | 210 | 4. North    | 1. Runde           |
| 2005/06 | 80 | 35 | 41 | —  | 0   | 4   | 74  | 225 | 251 | 6. North    | Play-offs verpasst |
| 2006/07 | 80 | 43 | 28 | —  | 3   | 6   | 95  | 243 | 208 | 3. North    | Calder-Cup         |
| 2007/08 | 80 | 36 | 34 | —  | 3   | 7   | 82  | 208 | 235 | 4. North    | Play-offs verpasst |
| 2008/09 | 80 | 49 | 27 | —  | 4   | 0   | 102 | 263 | 201 | 2. North    | Divisions-Finale   |
| 2009/10 | 80 | 52 | 17 | —  | 3   | 8   | 115 | 271 | 182 | 1. North    | Conference-Finale  |
| 2010/11 | 80 | 44 | 27 | —  | 2   | 7   | 97  | 226 | 193 | 1. North    | Conference-Finale  |
| 2011/12 | 76 | 34 | 35 | —  | 2   | 5   | 75  | 185 | 226 | 5. North    | Play-offs verpasst |
| 2012/13 | 76 | 29 | 41 | —  | 1   | 5   | 64  | 159 | 28  | 5. North    | Play-offs verpasst |
| 2013/14 | 76 | 33 | 35 | —  | 1   | 7   | 74  | 182 | 224 | 5. North    | Play-offs verpasst |
| 2014/15 | 76 | 34 | 29 | —  | 12  | 1   | 81  | 201 | 208 | 3. North    | Play-offs verpasst |

## Meistermannschaft 2006/07

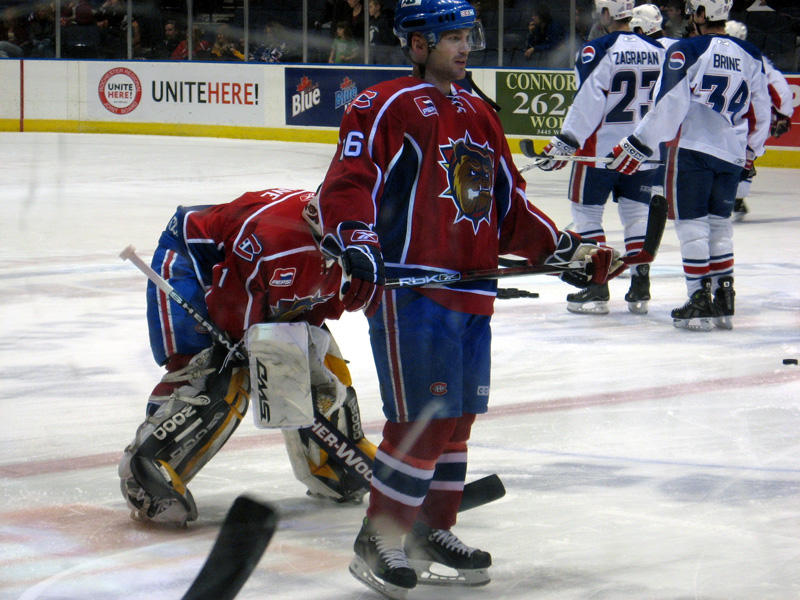
André Benoit 2007

- Stürmer: Corey Locke, Kyle Chipchura, Matt D’Agostini, Maxim Lapierre, Zack Stortini, Michail Hrabouski, Duncan Milroy, Eric Manlow, Jean-Philippe Côté, Ajay Baines, Jonathan Ferland, Michael Lambert, Cory Urquhart, Andrew Archer
- Verteidiger: Dan Jancevski, André Benoit, Ryan O’Byrne, Mathieu Biron, Francis Lemieux, Danny Groulx
- Torhüter: Carey Price, Yann Danis

## Mannschaftskapitäne
- Terran Sandwith 1996–1998
- Jeff Daw 1998/99
- Rob Murray 1999/2000
- Scott Ferguson 2000/01
- Alain Nasreddine 2001/02
- Benoît Gratton 2002–2004
- Jason Ward 2004/05
- Dan Smith 2005/06
- vakant 2006/07
- Ajay Baines 2007/08
- Kyle Chipchura 2008/09
- Alex Henry 2009–2012
- 2012/13: nur 3 Assistenzkapitäne
- Martin St. Pierre 2013/14
- Gabriel Dumont 2014/15

## Trainer
- Lorne Molleken 1996–1998
- Walt Kyle 1998–2000
- Claude Julien 2000–2003
- Geoff Ward 2003
- Doug Jarvis 2003–2005
- Don Lever 2005–2009
- Guy Boucher 2009–2010
- Randy Cunneyworth 2010–2011
- Clément Jodoin 2011–2012
- Sylvain Lefebvre 2012–2015